# علي أبو عامر
علي إبراهيم أبو عامر، لاعب كرة قدم سعودي يلعب حالياً في نادي الجبيل.

## مسيرة اللاعب
لعب في الفئات السنية في نادي الجبيل و انتقل إلى شباب نادي الرائد في عام 2021 و انتقل إلى نادي الخلود في عام 2023 وعاد إلى نادي الجبيل في عام 2024.